# Balbiani-Ring
Balbiani-Ringe sind sehr aktive, lokal begrenzte Genbereiche in Polytänchromosomen. Zu solchen ringförmigen Aufweitungen entfalten sich die vielfachen, parallelen Chromatiden, damit von ihren DNA-Schlaufen die mRNA-Sequenzen für die vorherrschenden Proteine dieses Zelltyps abgelesen werden können. Balbiani-Ringe entstehen durch synchrone Transkription der parallel verlaufenden identischen Gene. Die geringe Anzahl der Balbiani-Ringe in einem Riesenzellkern hängt von der physiologischen Aufgabe des Zelltyps ab. Ausgebildete Ring-Wülste charakterisieren einen bestimmten Entwicklungszustand eines Organismus. So liefern die Balbiani-Ringe in den Polytänchromosomen der wasserbewohnenden Zuckmücken-Larven als mRNA die genetischen Informationen für die Strukturproteine ihrer Wohnröhren.
Balbiani-Ringe sind nach dem Nukleolus die mikroskopisch auffälligsten Strukturen in den Riesenzellkernen vieler Insekten. Die Größe der Balbiani-Ringe verrät, dass an diesen außergewöhnlichen Chromosomenstellen viele identische Gene tandemartig hintereinander gereiht sind. Benannt sind diese für Polytänchromosomen eigentümlichen Struturmodifikationen nach ihrem Entdecker Édouard-Gérard Balbiani.
Viel kleiner als Nukleolen und Balbiani-Ringe sind die übrigen aktiven Genorte in Polytänchromosomen. Von diesen „Puffs“ (pʌfs; engl.) werden die kurzen mRNA-Moleküle der (meist) in Einzahl vorliegenden Gene, auch der Haushaltsgene, abgelesen.

## Beschreibungen der Balbiani-Ringe
Besondere Aufmerksamkeit fanden die Balbiani-Ringe der Larven der Zuckmücke Chironomus tentans. Für die multiplen Chromatiden eines Balbiani-Ringes gilt: „Wenn die Längselemente den Ringwulst ohne Unterbrechung durchlaufen sollen, so müssen sie Schleifen bilden.“ Das Rasterelektronenmikroskop zeigt an den Schleifen der Balbiani-Ringe kleinste Ribonukleoprotein-Partikel als Ergebnis der Transkription.

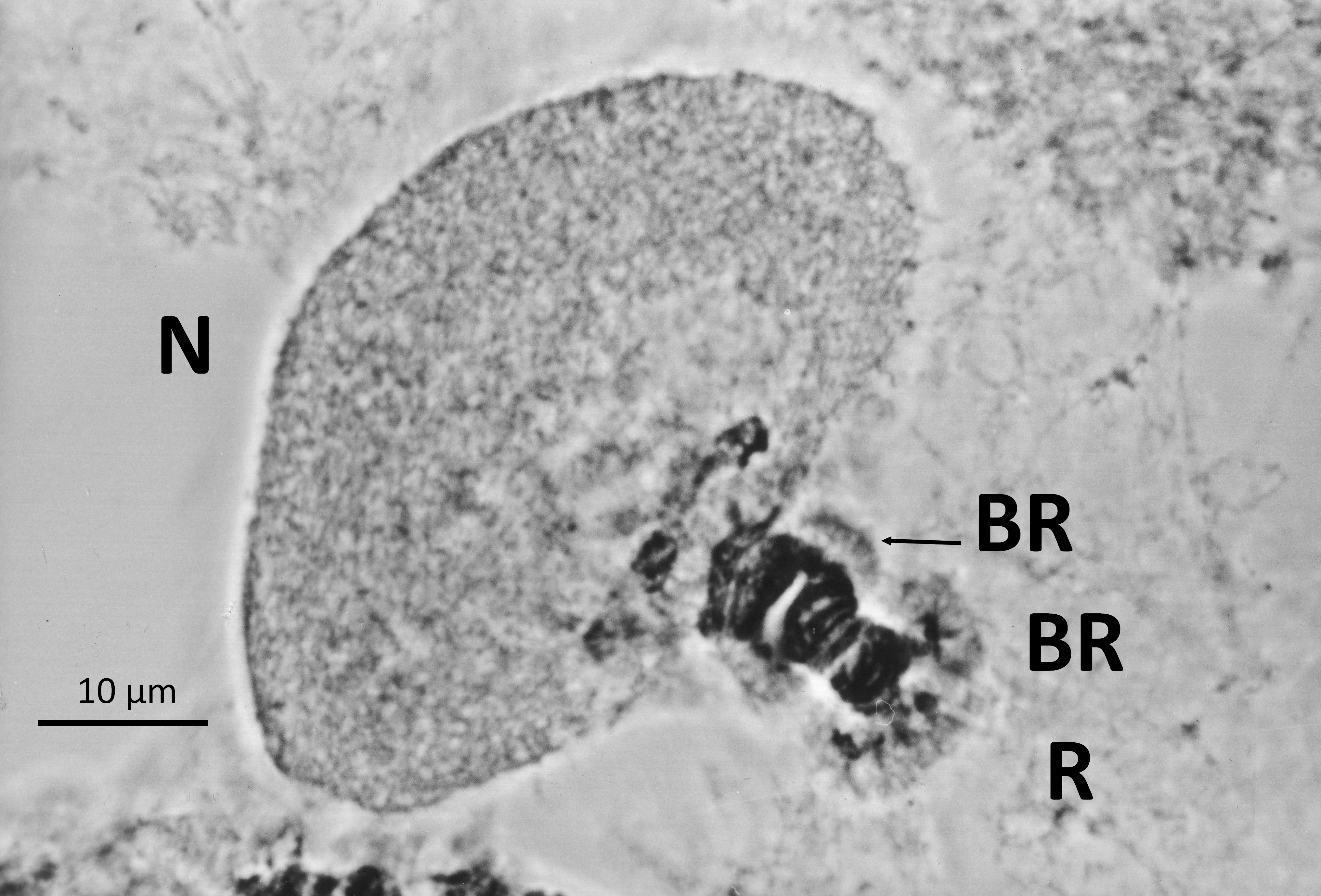
Polytänchromosom 4 von C. halophilus. Die Genaktivität der beiden Balbiani-Ringe (BR) wird um ein Vielfaches vom Nukleolus (N) übertroffen. Präparat einer lavalen Speicheldrüse, gefärbt mit Karmin-Orcein. R: rechtes Chromosomenende

Das lichtmikroskopische Beispiel zeigt die beiden Balbiani-Ringe im gepaarten Polytänchromosom 4 aus einer larvalen Speicheldrüse von Chironomus halophilus (2n = 8). Der BR am rechten Chromosomenende ist in seine beiden elterlichen Anteile getrennt; die entfalteten Schleifen der Chromatidenbündel weisen auf starke Transkription der beiden Genorte hin.
Balbiani-Ringe entstehen jeweils aus einer ihnen eigenen Querscheibe eines polytänen Chromosoms, bestätigte Mechelke bei Acricotopus lucidus. Die larvalen Speicheldrüsen dieser Zuckmücke sind in drei Bereiche gegliedert, deren Balbiani-Ringe (BR) unterschiedlich entwickelt sind. Im letzten Larvenstadium zeigt der Drüsen-Hauptkörper BR1 und BR2. Der Seitenlappen zeigt BR1, BR2, BR6, während im Vorderlappen BR3, BR4, BR7 hervortreten. Die Vorpuppe schaltet die Balbianiringe des Vorderlappens ab.
Auch in den polytänen Speicheldrüsen-Chromosomen der Maden einiger Drosophila-Arten aus der „montium“-Gruppe wurde ein charakteristischer Balbiani-Ring als allgemeines Merkmal der Genaktivität festgestellt.

## Balbiani-Ringe enthalten repetitive Gene
Forscher am Max-Planck-Institut in Tübingen wussten recht früh, dass die DNA der Balbiani-Ringe in hohem Maß aktivierbare Gene für Strukturproteine enthalten. Bei Chironomus tentans werden in BR1 und in BR2 riesige RNA-Moleküle hergestellt, die aus hintereinander gereihten, gleichen Sequenzen bestehen. Die DNA der Balbiani-Ringe ist eine modellhafte Multigen-Familie, an der die Biogenese komplexer RNA und danach der Ribonukleoproteine abläuft. Die komplexen Transkripte sind Vorformen der funktionsfähigen mRNA. Sie werden als Prämessenger (pre-mRNA) für den Transport mit Protein(en) zum mRNA-Proteinkomplex (mRNP) verpackt.

## Enzym vom Dienst
Für die Transkription der Gene, die Proteine codieren, ist die komplexe RNA-Polymerase II (Pol II) zuständig. Dies gilt auch für Balbiani-Ringe, wie mit Autoradiographie und Immunmarkierung nachgewiesen wurde, und zwar an den drei BR des polytänen Chromosoms 4 von C. tentans.
Inzwischen ist bekannt, wie sehr Transkriptionsfaktoren und andere vermittelnde Moleküle erforderlich sind, um die Transkription durch Pol II zu aktivieren und zu regulieren.
Die DNA-abhängige RNA-Polymerase II ist aus mehreren Polypeptiden zusammengesetzt. Die Gene der Untereinheiten liegen in verschiedenen Chromosomen. Für das menschliche Genom ist gut untersucht, wie diese Gene verteilt sind. Die Humangenetik verwendet eine eigene Schreibweise: Die Untereinheit A der RNA-Polymerase II wird als POLR2A bezeichnet. Das Gen für POLR2A liegt in 17p13.1, also im kurzen Arm des Chromosoms 17. Weitere Beispiele: Das Gen für POLR2D in 2q14.3, also im langen Arm des Chromosoms 2. Das Gen für POLR2G in 11q13.1. Das Gen für POLR2M wurde in 15q21.3 gefunden. Im menschlichen Genom zählt man 14 Gene für ebenso viele Untereinheiten der RNA-Polymerase II.

## BR-abhängige Proteine
Das Problem heißt: Wie ist der kausale Zusammenhang einer DNA-Sequenz mit einem spezifischen Protein als Endprodukt nachzuweisen? Als Erstes muss das Transkript von der DNA eines Balbiani-Ringes, die lange pre-mRNA, bekannt und zuhanden sein. Dann lässt man diese RNA in einem technischen Laborsystem in Polypeptide überführen. Diese Prozedur ist als In-vitro-Translation bekannt; sie wurde mit aufgelösten Retikulozyten von Kaninchen gemacht. Des Weiteren sind die natürlichen Proteine aus der Speicheldrüsen der Mückenlarve zu isolieren und dagegen ein Antikörper zu machen. Wenn dieser Antikörper nicht nur mit den natürlichen Proteinen, sondern auch mit dem künstlich hergestellten Polypeptid(en) reagiert, dann beweist dies immunologisch die Gleichheit des künstlichen Produkts mit dem natürlichen. So wurde  der kausal wirksame Informationsfluss der Gene eines BR über den transkribierten RNA-Komplex (pre-mRNA) zur mRNA und schließlich zum Speichel-Protein nachgewiesen.
Die Zusammenhänge zwischen codierender DNA und Endprodukt finden weiterhin Aufmerksamkeit.

## Experimentell induzierte Balbiani-Ringe
Sowohl in Chironomus tentans als auch in C. pallidivittatus trägt das kleine Polytänchromosom 4 bei Haltung im Labor zwei (von drei) Balbiani-Ringe, nämlich BR1 und BR2. Bei den Larven beider Arten wurden durch 0,5–2,0 % Zuckerlösungen die Entwicklung des BR1 und des BR2 gleicherweise unterdrückt. Sobald die Larven zu Standardbedingungen zurückgebracht wurden, entfalteten sich BR1 und BR2 erneut. Jedoch bei BR3 und BR4 blieben solche Zuckerbehandlungen wirkungslos.
Experimente, wiederum mit Larven von C. tentans, zeigten die Auswirkung von 10 % Dimethylsulfoxid auf die drei BR des Polytänchromosoms 4. Das DMSO vergrößerte zunächst den BR3; danach wurden BR1 und BR2 zusammen aufgebläht. Sobald das DMSO ausgewaschen wurde, kollabierten die betroffenen BR.
Wie sich erhöhte Temperatur auswirkt, untersuchte man an Larven von Chironomus thummi, und zwar zuerst bei 33 °C. Solche Behandlung ruft einen neuen Balbiani-Ring im Telomerbereich des Polytänchromosoms 3 hervor. Zusätzlich wurde an diesem BR die RNA-Synthese durch Einbau radioaktiven Uridins nachgewiesen, begleitet vom Erscheinen saurer Proteine. Als die Forscher die Temperatur drastisch auf 39 °C steigerten, erschien ein weiterer neuer BR auf Polytänchromosom 1.